# Rehbergbach
Der Rehbergbach ist ein Bach in der Gemeinde Klaffer am Hochficht in Oberösterreich. Er ist ein Zufluss des Klafferbachs.

## Geographie
Der Bach entspringt am Rehberg, einem Ausläufer des Reischlbergs, auf einer Höhe von 953 m ü. A. Er weist eine Länge von 0,74 km auf. Er mündet am Fuß des Zwieselbergs auf einer Höhe von 853 m ü. A. linksseitig in den Klafferbach. In seinem 1,34 km² großen Einzugsgebiet liegen Teile der Streusiedlung Holzschlag.
Der Nordwaldkammweg, der hier Teil des Europäischen Fernwanderwegs E6 ist, quert den Rehbergbach.

## Umwelt
Der Rehbergbach ist Teil der 22.302 Hektar großen Important Bird Area Böhmerwald und Mühltal. Sein oberer Abschnitt gehört zum 9.350 Hektar großen Europaschutzgebiet Böhmerwald-Mühltäler.